# 伊斯托克
伊斯托克（羅馬化：Istok），是科索沃佩奇区伊斯托克市镇内的城镇及行政中心。2011年人口普查时城镇人口数量为5,115人，而整个市镇的人口数量则为39,289人。

## 外部連結
- 伊斯托克市镇官方网站 （页面存档备份，存于）
- OSCE profile of Istok
- SOK Kosovo and its population